# Consigli per gli acquisti
Consigli per gli acquisti è un film del 1997 diretto da Sandro Baldoni.

## Trama
Il commendatore Ciro Esposito, titolare di un'azienda campana che produce sia cibo per l'alimentazione umana sia per quella animale, si ritrova con una grossa quantità di carne appena importata dall'Argentina che, a causa di un guasto nei frigoriferi durante il trasporto, è marcia e piena di vermi.
Esposito, per non perdere l'ingente investimento, decide di riciclarla come cibo per cani valorizzando i vermi come un'aggiunta iperproteica che gioverebbe alla salute degli animali. Tramite il proprio consulente Pier Luigi Colombo incarica perciò una prestigiosa agenzia pubblicitaria, la Caino & Abele di Bologna, di realizzare una martellante campagna pubblicitaria per il lancio del nuovo prodotto.
Le difficoltà dei creativi nel fornire un'immagine positiva ai vermi, la concomitanza del meeting finale per l'approvazione della campagna con una colossale "manifestazione dei disoccupati" che paralizza la città e l'irruzione in sala riunioni di Morisio, un fattorino appena licenziato dalla Caino & Abele assieme ad altri dipendenti in sciopero malgrado il fatturato non sia affatto in crisi trascinano gli eventi in una direzione ben diversa da quella auspicata dai protagonisti.

## Distribuzione
Il film è uscito nel settembre 1997.

## Riferimenti alla società e alla politica
Il film è una mordace satira rivolta al mondo della pubblicità e non solo: non a caso la pellicola è stata fortemente boicottata sia nella distribuzione nelle sale sia nei passaggi televisivi, pressoché nulli.
Il nome dell'agenzia, Caino & Abele, è un evidente riferimento a falsità, tradimenti e lotte fratricide nel mondo pubblicitario, che Baldoni ben conosce avendoci lavorato per anni.
Il personaggio di Pedone, guru creativo della Caino & Abele, allude verosimilmente a Gavino Sanna, che richiama nella pettinatura e nei modi messianici mentre Bonelli è lo stereotipo del quadro intermedio che si comporta da yes man con i suoi superiori e da despota con i sottoposti, che costringe a rimanere in ufficio tutta la notte precedente il lancio della campagna, anche se tutto è già stato deciso, solo per il gusto di vederli faticare e soffrire.
Il personaggio di Franco Menduni e la sua mania per l'astrologia fanno riferimento alla moda, diffusasi negli anni Novanta, di miscelare concetti New Age, saperi alternativi e filosofie orientali alle strategie economiche e di gestione aziendale. L'ossessione di Menduni per l'astrologia viene incoraggiata da Stucchi con le parole “anche il nuovo consigliere di Bill Clinton crede nell'astrologia”: un chiaro riferimento politico di cui si tratterà anche oltre.
Il personaggio di Pier Luigi Colombo prende di mira la figura dei consulenti super pagati che poi, all'atto pratico, non sono in grado di prendere alcuna decisione concreta e fungono solo da mediatori tra due parti; l'assistente di costui, dottor Barberis, l'unica persona presente alla riunione che porti dati certi e aggiornati viene costantemente zittito in modo brusco, ben rappresentando la scarsa fiducia e ascolto che in Italia vengono di norma concessi ai giovani professionisti.
Nulla è anche la considerazione che Carlo Esposito, pur laureato alla Bocconi, riceve dal padre Ciro, emblema del piccolo imprenditore italiano ruspante che nella propria azienda si comporta da monarca assoluto.
Sono presenti riferimenti anche al sesso come strumento e forma di esercizio del potere nel luogo di lavoro: la Melidoni è l'amante (trascurata) del presidente Stucchi, mentre il commendator Esposito non lesina sguardi lascivi e toccatine alla giovane e procace segretaria Marisa Quartariello.
Il film è stato girato nel periodo immediatamente successivo alla vittoria dell'Ulivo alle elezioni politiche del 1996 e non è difficile notare alcune stoccate a una certa intellighenzia di sinistra, allegorizzata dalla figura del prof. Querciasecca, opinionista pronto a dar ragione al miglior offerente, e alla classe dirigente del momento.
Stucchi viaggia infatti in bicicletta indossando un vistoso caschetto, come l'allora presidente del Consiglio Romano Prodi, cita spesso e ha sulla scrivania una foto di John Fitzgerald Kennedy, modello politico dell'allora vicepresidente del Consiglio e ministro dei Beni Culturali Walter Veltroni. 
Le radici culturali sinistrorse di Stucchi vengono esplicitamente dichiarate in un dialogo in cui annuncia in tono colmo di fiducia e speranza che lui e il sottosegretario competente per le campagne pubblicitarie ministeriali contro l'AIDS, che la Caino & Abele spera di vedersi assegnate, "hanno tirato delle molotov insieme" negli anni giovanili. 
L'elevata posizione sociale di entrambi e la loro modalità di gestione del potere è un'esemplificazione simbolica dei molti leader dei movimenti giovanili italiani diventati politici o manager del tutto analoghi a coloro che avevano, anni prima, invitato a calpestare.